# Grues
Grues ist eine westfranzösische Gemeinde mit 910 Einwohnern (Stand: 1. Januar 2022) im Département Vendée in der Region Pays de la Loire. Grues gehört zum Arrondissement Fontenay-le-Comte und zum Kanton Luçon. Die Einwohner werden Gruaulais genannt.

## Lage
Grues liegt etwa 29 Kilometer nordnordwestlich von La Rochelle in den Marais Poitevin. Der Lay bildet die westliche Gemeindegrenze. Das Gemeindegebiet gehört zum Regionalen Naturpark Marais Poitevin. Umgeben wird Grues von den Nachbargemeinden Saint-Benoist-sur-Mer im Norden und Nordwesten, Saint-Denis-du-Payré im Nordosten, Saint-Michel-en-l’Herm im Osten und Südosten, L’Aiguillon-la-Presqu’île im Süden, La Tranche-sur-Mer im Südwesten sowie Angles im Westen.

## Bevölkerungsentwicklung
| Jahr                       | 1962 | 1968 | 1975 | 1982 | 1990 | 1999 | 2006 | 2017 |
| Einwohner                  | 912  | 867  | 739  | 709  | 718  | 758  | 743  | 851  |
| Quellen: Cassini und INSEE |      |      |      |      |      |      |      |      |

## Sehenswürdigkeiten

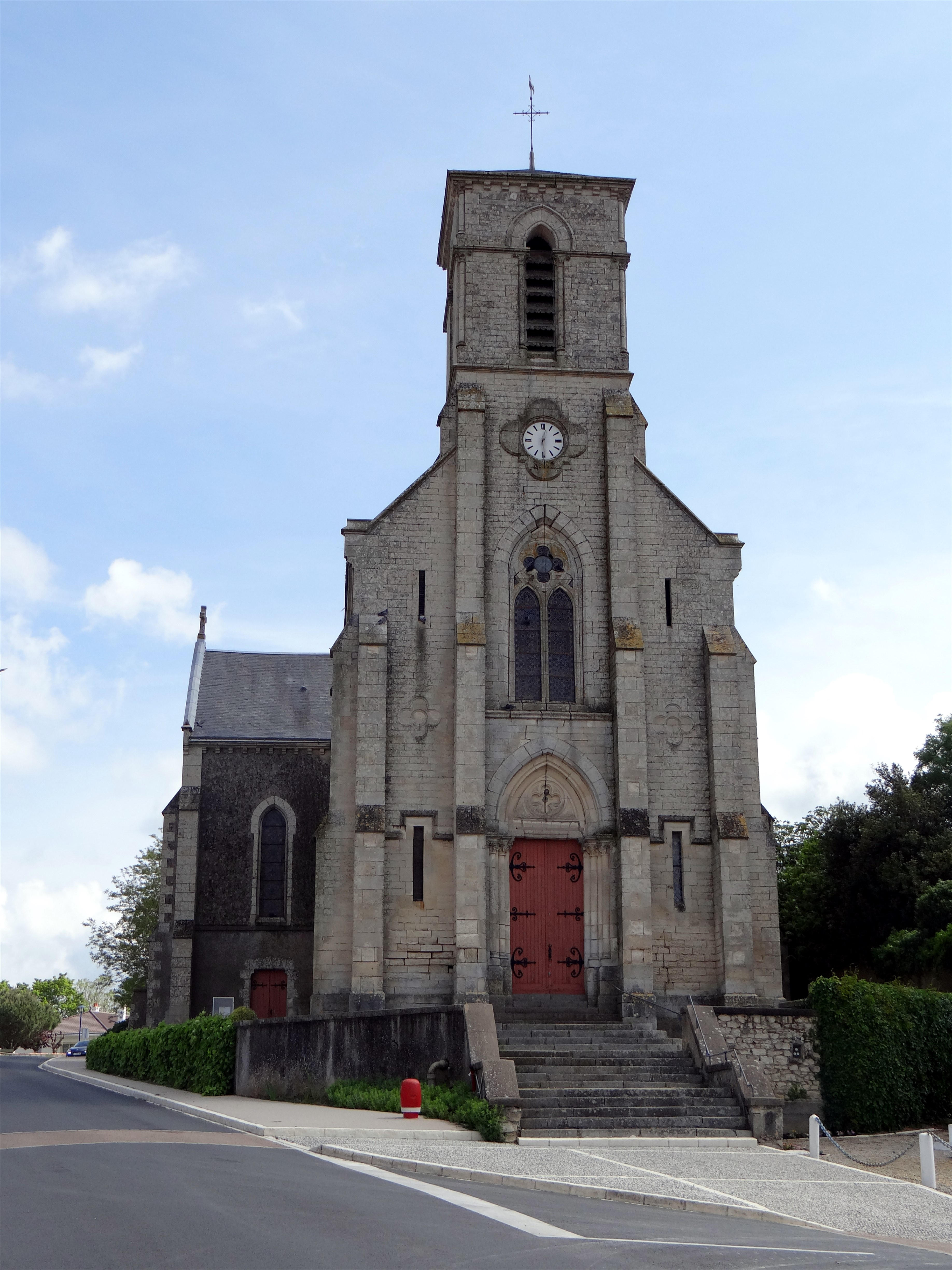
Kirche Saint-Nicolas

- Kirche Saint-Nicolas

## Persönlichkeiten
- Benjamin Fillon (1819–1881), Republikaner, Archäologe und Numismatiker